# Lisbeth Korsmo
Lisbeth Korsmo, oorspronkelijk bekend onder haar geboortenaam Lisbeth Berg (Oslo, 14 januari 1948 – 22 januari 2017), was een Noors langebaanschaatser.

## Loopbaan
Lisbeth Berg brak in 1966 door met een tweede plaats op het Noorse allroundkampioenschap achter Sigrid Sundby. Na vijf zilveren medailles won ze in 1971 voor het eerst het nationale kampioenschap. In totaal werd ze zeven keer allroundkampioen en zes keer sprintkampioen van Noorwegen.
Ze nam deel aan vier Olympische Winterspelen met als belangrijkste wapenfeit een bronzen medaille op de 3000 meter op de Olympische Winterspelen 1976 in Innsbruck, op slechts enkele honderdste seconden achterstand van Tatjana Averina (goud) en Andrea Mitscherlich (zilver). Dit was haar grootste internationale succes. Ze nam twaalf keer deel aan het wereldkampioenschap allround met als beste klassering een vijfde plaats in 1971. Die plek haalde ze in datzelfde jaar ook op het Europees kampioenschap. In 1971 werd ze zesde op het wereldkampioenschap sprint.
Na de Olympische Winterspelen 1980, waarop haar landgenote Bjørg Eva Jensen een gouden medaille op de 3000 meter won, nam Lisbeth Korsmo-Berg afscheid van de actieve schaatssport. Ze overleed in 2017 op 69-jarige leeftijd.